# Jüdischer Friedhof (Heřmanův Městec)

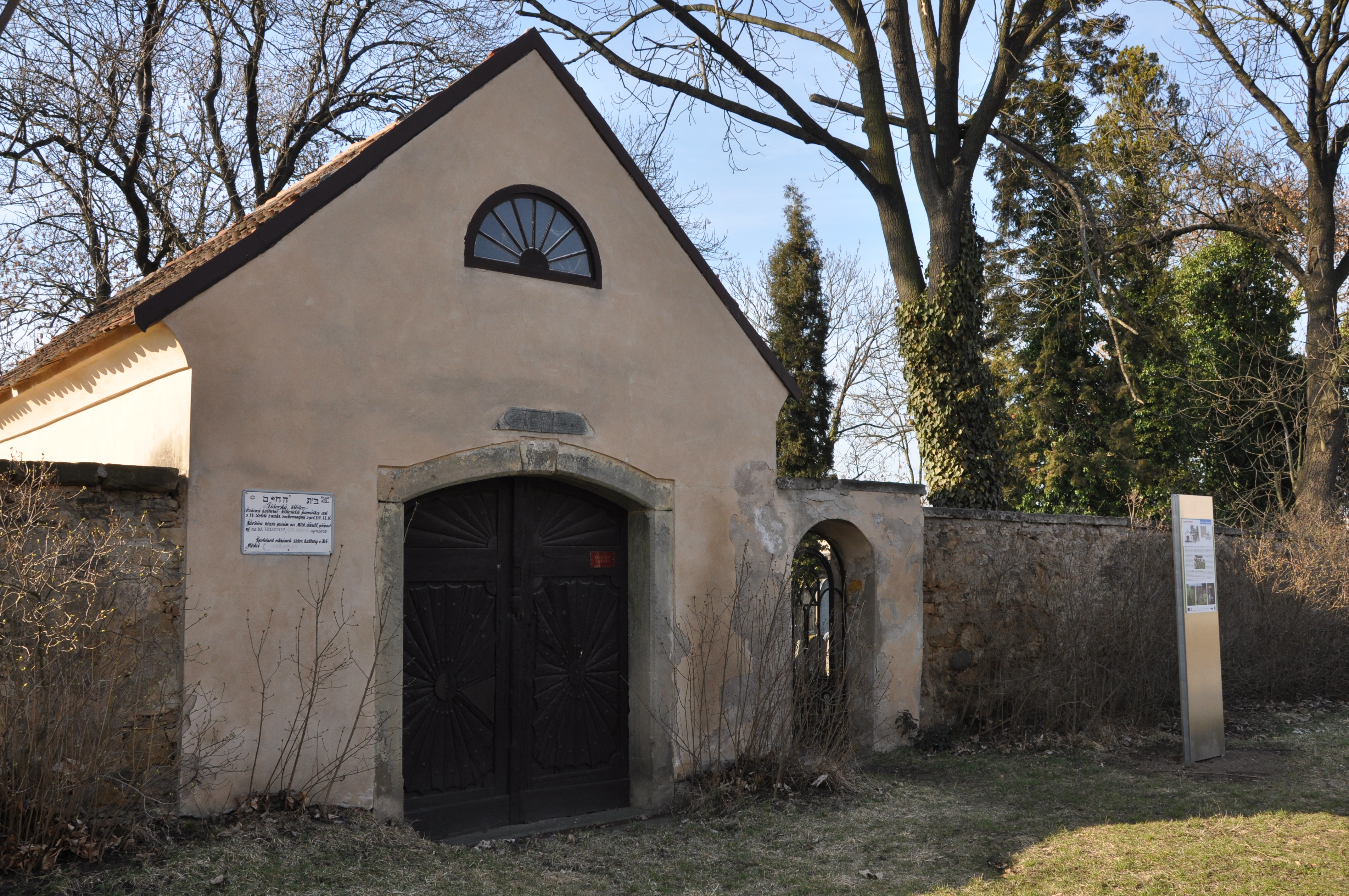
Eingang und Taharahaus

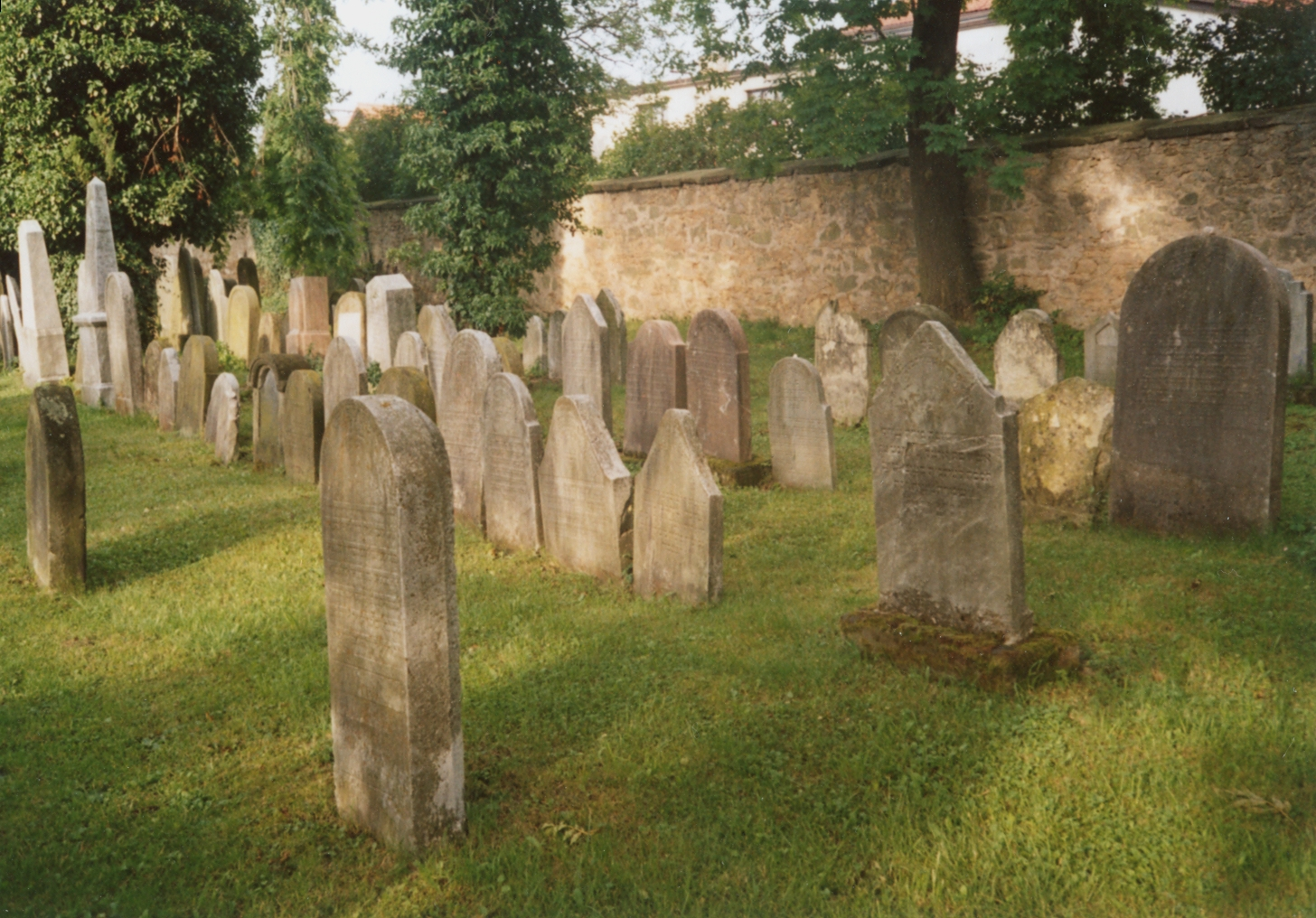
Grabsteine

Der Jüdische Friedhof in Heřmanův Městec (deutsch Hermannstädtel), einer tschechischen Stadt im ostböhmischen Okres Chrudim, wurde vermutlich in der ersten Hälfte des 17. Jahrhunderts angelegt. Der Friedhof ist seit 1991 ein geschütztes Kulturdenkmal.
Der älteste Grabstein stammt aus dem Jahr 1647. Der Friedhof wurde bis 1940 belegt.
Das Taharahaus ist noch vorhanden.